# Ecsenius aroni
El blénido de Aron (Ecsenius aroni) es una especie de pez de la familia Blenniidae en el orden de los Perciformes.

## Morfología
Los machos pueden llegar alcanzar los 5,5 cm de longitud total.

## Reproducción
Es ovíparo.

## Hábitat
Es un pez de mar y de clima tropical y asociado a los  arrecifes de coral que vive entre 10-37 m de profundidad.

## Distribución geográfica
Se encuentra en el Mar Rojo y el Golfo de Aqaba.